# Азікеєвська сільська рада
Азіке́євська сільська рада (рос. Азикеевский сельский совет) — муніципальне утворення у складі Бєлорєцького району Башкортостану, Росія. Адміністративний центр — село Азікеєво.

## Населення
Населення — 1934 особи (2019, 2068 в 2010, 2040 в 2002).

## Склад
До складу поселення входять такі населені пункти:
| Населений пункт           | Населення, осіб (2002) | Населення, осіб (2010) |
| ------------------------- | ---------------------- | ---------------------- |
| Азікеєво, село            | 359                    | 399                    |
| Азналкіно, село           | 414                    | 415                    |
| Буганак, село             | 859                    | 773                    |
| Кадиш, присілок           | 62                     | 80                     |
| Кузгун-Ахмерово, присілок | 256                    | 275                    |
| Черновка, присілок        | 90                     | 126                    |